# Afrin, Syria
Afrin (tiếng Ả Rập: عفرين, đã Latinh hoá: ʿAfrīn or ʿIfrīn; tiếng Kurd: Efrîn or Afrîn; tiếng Syriac cổ điển: ܥܦܪܝܢ) là một quận cũng như một thành phố ở phía Bắc Syria, nằm trong tỉnh Aleppo. Điều tra dân số năm 2005 ở quận Afrin là 172.095 người, trong đó có 36.562 người sống ở thành phố Afrin.
Thành phố này và quận Afrin được đặt theo tên của sông Afrin, nó nằm ngay cạnh một cây cầu trên đường Aleppo. Thành phố Afrin được chia ra làm hai bởi sông Afrin. Tổ chức YPG (People's Protection Units) và YPJ (Women's Protection Units) đã rút khỏi thành phố sau chiến dịch Cành ô liu vào ngày 17 tháng 3 năm 2018. Ước tính vẫn còn 50.000 đến 70.000 người vẫn còn ở lại quận Afrin sau khi Thổ Nhĩ Kỳ chiếm đóng.

## Lịch sử
Cách thị trấn Afrin khoảng 8 km về phía nam, có những phần còn lại của khu định cư Neo-Hittite (thời đại đồ sắt) còn sót lại là đền Tell Ain Dara. Trong một cánh đồng ở phía Tây Bắc của thành phố, người ta phát hiện một tấm bia Luwian từ thế kỷ IX hoặc VIII TCN (được đặt tên là tấm bia Afrin). Chỉ có phần giữa của tấm bia là không bị hư hỏng, phần bên phải bị phá hủy hoàn toàn gồm cả phần của góc phải của mặt trước và góc trái của mặt sau. Mặt trước của tấm bia khắc một loại váy ngắn có tua rua thường được mặc bởi thần bão Hittite, nên rất có thể nó có mục địch để thờ vị thần này.
Đây từng là căn cứ quân sự cho người La Mã tiến hành các chiến dịch chống lại Đế quốc Armenia ở phương Bắc. Vào thế kỷ IV, nó đã trở thành một trung tâm quan trọng đối với người theo đạo Kitô với giám mục riêng của mình.
Thung lũng Afrin từng là một phần của Syria La Mã cho đến khi cuộc càn quét của người Hồi giáo Levant diễn ra vào năm 637. Con sông Afrin được biết đến với cái tên Oinoparas (tiếng Hy Lạp: Οινοπάρας) trong thời kì Seleucid, đến thời kì La Mã thì đổi thành Ufrenus, sau đó người Ả Rập đổi thành ʿAfrīn, ʿIfrīn được mượn từ tiếng Kurd Efrîn.
Khu vực này đã từng bị chiếm trong một thời gian ngắn bởi Công quốc Antioch, nhưng một lần nữa lại nằm dưới sự cai trị của người Hồi giáo vào năm 1260 sau các cuộc xâm lược của người Mông Cổ. Vào thời Đế quốc Ottoman, khu vực này từng là một phần của tỉnh Kilis.
Mặc dù nó không tiếp giáp với khu định cư chính của người Kurd, nhưng thung lũng Afrin dường như đã từng là một trong những khu dân cư chính vào khoảng thế kỷ XVIII. Vào thời điểm đó, nó được gọi là Khu phố của người Kurd trong các tài liệu của Đế quốc Ottoman.

### Thời kì hiện đại
Năm 1923, Afrin bị tách ra khỏi tỉnh Kilis và là một phần của Syria do Pháp quản lý (gồm có Quốc gia Aleppo, Quốc gia Syria và Cộng hòa Syria) và cuối cùng sáp nhập vào Syria hiện đại vào năm 1961.
Thành phố Afrin được thành lập với mục đích là một khu chợ vào thế kỷ XIX. Năm 1929, dân số ở đây là 800 người và sau đó tăng lên 7.000 người vào năm 1968. Thành phố Afrin được Pháp phát triển dưới sự ủy trị Pháp tại Syria. Quảng trường chính có trạm xe buýt Afrin và khu định cư cũ trải dài về phía bắc trên sườn đồi bên bờ sông Afrin, nhưng đã lan sang phía bên kia của dòng sông và kéo dài về phía Đông Nam.
Kể từ năm 1939 khi Thổ Nhĩ Kỳ sáp nhập tỉnh Hatay vào lãnh thổ của mình, quận Afrin gần như bị bao quanh bởi Thổ Nhĩ Kỳ, chỉ có giáp với quận Azaz ở phía Đông và giáp quận Mount Simeon một ít ở phía Đông Nam.
Có một sự bùng nổ của tình trạng bất ổn dân sự vào ngày 21 tháng 3 năm 1986, trong đó ba người đã bị cảnh sát Syria giết chết. Năm 1999, vụ bắt giữ nhà lãnh đạo người Kurd Abdullah Öcalan đã gây phẫn nộ và xảy ra các cuộc đụng độ và biểu tình giữa người Kurd và cảnh sát.

### Nội chiến Syria

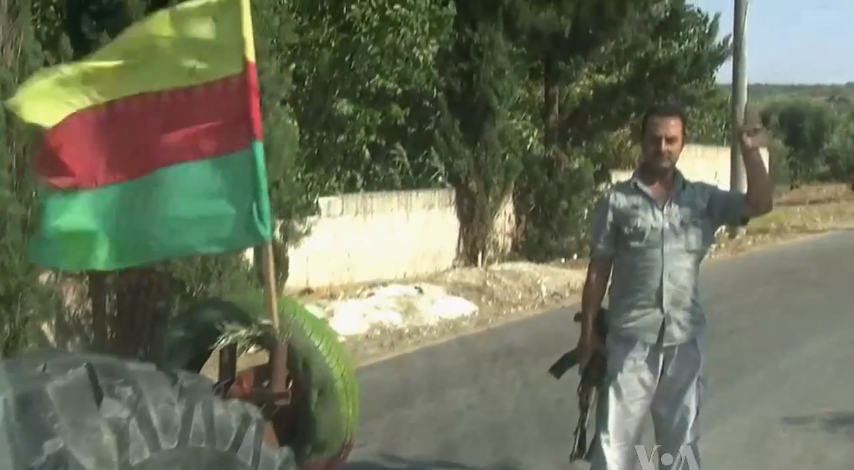
Một trạm kiểm soát PYD (Đảng Liên minh Dân chủ) ở Afrin (được chụp vào tháng 8 năm 2012

Trong cuộc Nội chiến Syria, các lực lượng của chính phủ Syria đã rút khỏi thành phố Afrin vào mùa hè năm 2012. Tổ chức YPG (Popular Protection Units) đã giành quyền kiểm soát thành phố ngay sau đó.
Bang Afrin là một phần tự trị de facto (trên thực tế) đã được tuyên bố độc lập vào ngày 29 tháng 1 năm 2014, trong đó thành phố Afrin là trung tâm hành chính. Hội nghị đã bầu Hêvî Îbrahîm Mustefa lên làm thủ tướng, người này sau đó bổ nhiệm Remzi Şêxmus và Ebdil Hemid Mistefa làm đại biểu.
Trong khoảng thời gian từ 2012 đến 2018, YPG, lực lượng phòng thủ chính thức của bang đã bị chỉ trích vì tuyển mộ trẻ em làm binh lính, thực hiện các vụ bắt giữ tùy tiện và không giải quyết các vụ giết người và mất tích. Theo các báo cáo, YPG và Asayish cũng bị buộc tội tuyển mộ thường dân, bắt giữ các nhà hoạt động chính trị và buộc hơn 150.000 người Ả Rập phải rời đi, sau đó chiếm và cướp phá những căn nhà của họ. Những người Ả Rập bị trục xuất cáo buộc lực lượng an ninh người Kurd áp thuế và hạn chế dân số để buộc họ rời đi.
Vào ngày 20 tháng 1 năm 2018, không quân Thổ Nhĩ Kỳ đã ném bom hơn 100 điểm ở Afrin. Vào ngày 28 tháng 1 năm 2018, Tổng cục Cổ vật và Bảo tàng Syria và Đài quan sát Nhân quyền Syria có trụ sở ở Anh cho biết pháo kích Thổ Nhĩ Kỳ đã phá hủy nghiêm trọng ngôi đền cổ Ain Dara tại Afrin. Syria kêu gọi áp lực quốc tế đối với Thổ Nhĩ Kỳ để ngăn chặn việc nhắm mục tiêu vào các địa điểm khảo cổ và văn hóa. Vào ngày 20 tháng 2 năm 2018, đoàn xe của quân đội Syria gồm 50 phương tiện đã đến Afrin thông qua cửa khẩu biên giới Ziyarat và được triển khai đến các khu vực khác nhau trong đó năm phương tiện đã đến được trung tâm thành phố Afrin.

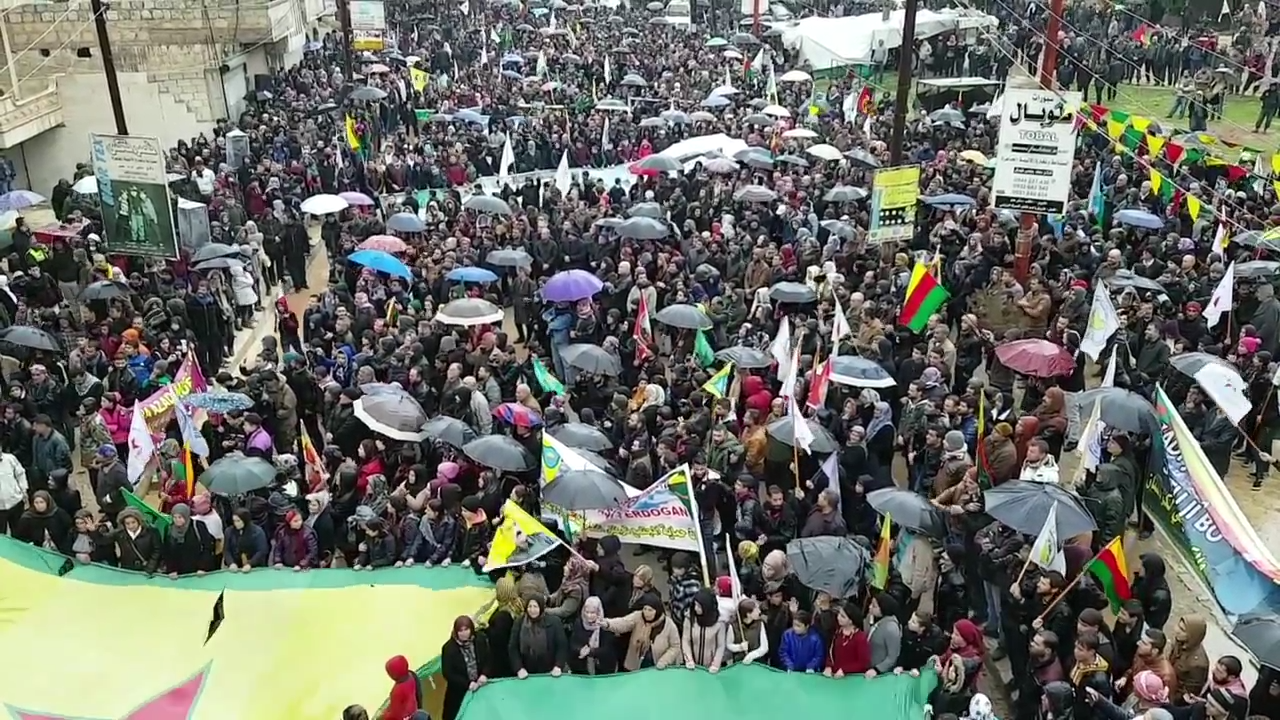
Một cuộc biểu tình ủng hộ tổ chức YPG chống lại cuộc xâm lược của Thổ Nhĩ Kì (được chụp vào ngày 19 tháng 1 năm 2019)

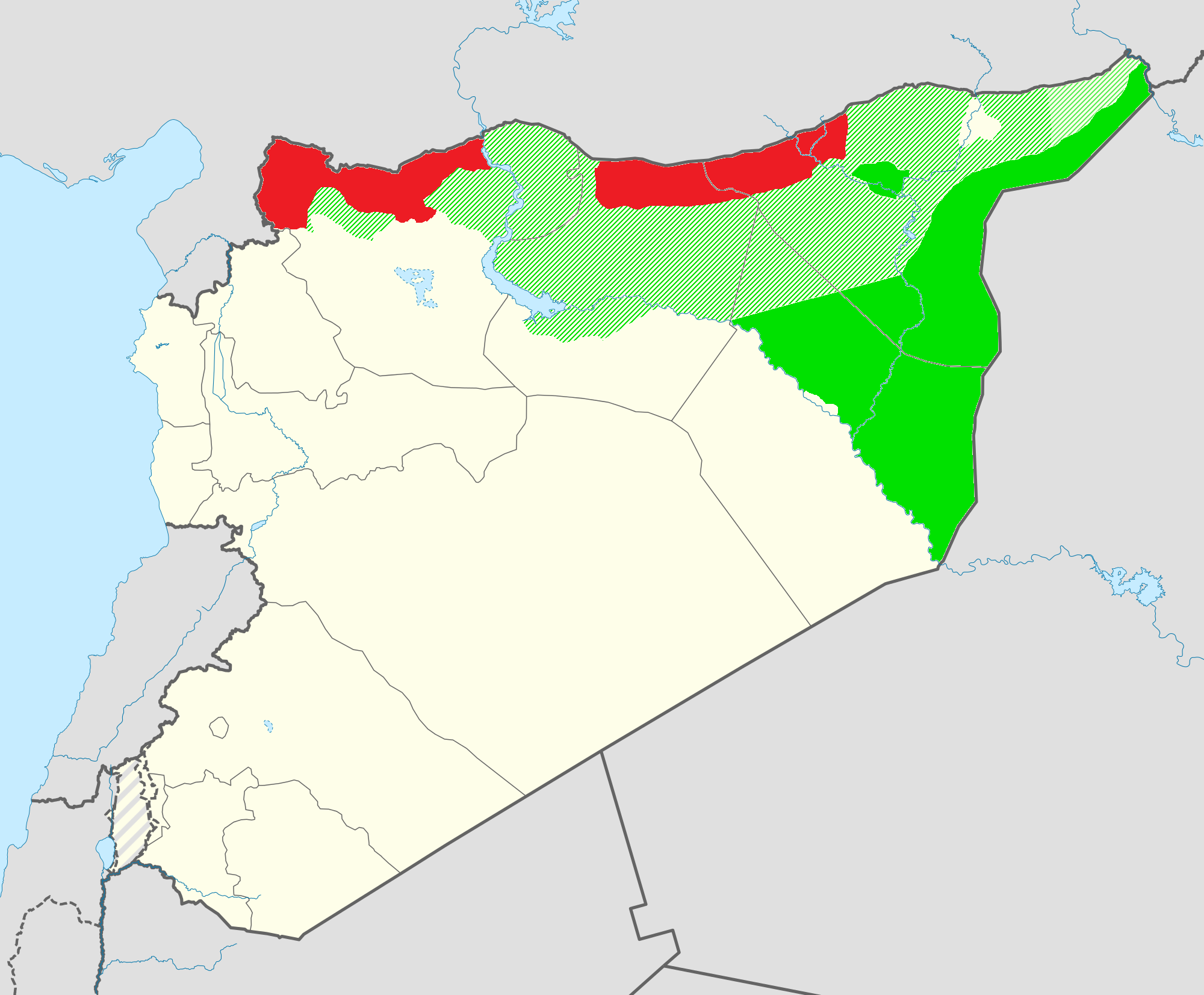
Bản đồ cho thấy lãnh thổ do SDF kiểm soát (xanh) và lãnh thổ bị Thổ Nhĩ Kỳ chiếm đóng (đỏ)

Vào ngày 18 tháng 3 năm 2018, tức ngày thứ 58 của chiến dịch Cành ô liu, Quân đội Syria Tự do được Thổ Nhĩ Kỳ hậu thuẫn và Lực lượng Vũ trang Thổ Nhĩ Kỳ đã chiếm được Afrin từ tay của YPG và YPJ, vì YPG và YPJ có ít sức kháng chiến. Ngay sau khi chiếm được, các máy bay chiến đấu TFSA đã cướp phá nhiều phần của thành phố và phá hủy nhiều biểu tượng văn hóa của người Kurd, bao gồm một bức tượng của Kāve và quân đội Thổ Nhĩ Kỳ đã củng cố quyền kiểm soát bằng cách giương cờ và biểu ngữ của Thổ Nhĩ Kỳ trên thành phố.
Vào ngày 26 tháng 3 năm 2018, cơ quan truyền thông nhà nước Thổ Nhĩ Kỳ Anadolu Agency đã công bố video cho thấy trẻ em ở Afrin đang theo học tại một ngôi trường với một bức ảnh lớn của tổng thống Thổ Nhĩ Kỳ Recep Tayyip Erdoğan được treo ở gần cửa trước. Đoạn video còn cho thấy trẻ em ở Afrin đang vẫy cờ Thổ Nhĩ Kỳ và giáo viên hướng dẫn học sinh hô khẩu hiệu ủng hộ Erdoğan.
Vào ngày 12 tháng 3 năm 2018, tờ báo Independent của Anh đã đăng tải một đoạn video cho thấy các máy bay chiến đấu do Thổ Nhĩ Kỳ hậu thuẫn dẫn đầu cuộc tấn công của Thổ Nhĩ Kỳ nhắm vào Afrin ở miền bắc Syria đe dọa người Kurd trừ khi họ chuyển sang theo đạo Hồi do Nhà nước Hồi giáo Iraq và Levant và al-Qaeda. Người đứng đầu của Đài quan sát nhân quyền Syria, Rami Abdulrahman, đã xác nhận tính xác thực của video và nói rằng "sự chú ý của quốc tế hoàn toàn tập trung vào Đông Ghouta và không ai nói về sự tàn sát tiềm tàng của người Kurd và các nhóm thiểu số khác ở Afrin".
Vào ngày 14 tháng 3 năm 2018, Redur Xelil, quan chức cấp cao của Lực lượng Dân chủ Syria đã cáo buộc Thổ Nhĩ Kỳ chuyển các gia đình Ả Rập và Turkmen đến sinh sống trong các ngôi làng bị quân đội Thổ Nhĩ Kỳ chiếm đóng.
Vào ngày 12 tháng 4 năm 2018, một hội đồng lâm thời do Thổ Nhĩ Kỳ hậu thuẫn đã được bầu tại Afrin, bao gồm 20 người - 11 người Kurd, tám người Ả Rập và một người Turkmen (do truyền thông nhà nước Thổ Nhĩ Kỳ đưa tin). Hội đồng được lãnh đạo bởi một người Kurd tên là Zuhair Haider, trong một cuộc phỏng vấn với Cơ quan Anadolu đã bày tỏ lòng biết ơn của mình đối với Thổ Nhĩ Kỳ và thề sẽ phục vụ các công dân địa phương. Vào ngày 9 tháng 11 năm 2018, bộ trưởng thương mại Thổ Nhĩ Kỳ Ruhsar Pekcan tuyên bố mở một cửa khẩu với Afrin được đặt tên là "cành ô liu" - theo tên chiến dịch của Thổ Nhĩ Kì chiếm đóng Afrin.
Vào tháng 6 năm 2018, Liên Hợp Quốc đã công bố một báo cáo nêu rõ rằng tình hình an ninh dưới sự kiểm soát của phiến quân được Thổ Nhĩ Kỳ hậu thuẫn vẫn không ổn định. OHCHR đã nhận được báo cáo về tình trạng vô pháp luật và tội phạm tràn lan, chẳng hạn như trộm cắp, quấy rối, đối xử tàn nhẫn và lạm dụng người khác, và các vụ giết người được thực hiện bởi một số nhóm vũ trang được Thổ Nhĩ Kỳ hậu thuẫn, đặc biệt là các Sư đoàn Sultan Murad và Hamza. OCHR tuyên bố rằng thường dân, đặc biệt là người Kurd đến từ Afrin, đang bị phân biệt đối xử bởi cá binh lính được Thổ Nhĩ Kì hậu thuẫn.
Vào ngày 2 tháng 8 năm 2018, Tổ chức Ân xá Quốc tế báo cáo rằng các lực lượng Thổ Nhĩ Kỳ đang cho các nhóm vũ trang Syria tự do kiểm soát để thực hiện các hành vi vi phạm nhân quyền nghiêm trọng đối với các thường dân ở thành phố Afrin. Nghiên cứu đã cho thấy các binh lính được Thổ Nhĩ Kỳ hậu thuẫn đã tham gia vào các vụ giam giữ tùy tiện, tra tấn, buộc phải di dời, mất tích, tịch thu tài sản và cướp bóc.

## Kinh tế
Cây ô liu là biểu tượng của Afrin. Afrin là một trong những trung tâm sản xuất ô liu. Kể từ khi quân đội Thổ Nhĩ Kỳ chiếm được Afrin, ô liu bị lực lượng hậu thuẫn Thổ Nhĩ Kỳ tịch thu và xuất khẩu sang Thổ Nhĩ Kỳ. Ép dầu ô liu và dệt may là một số ngành công nghiệp chính của thành phố.

## Khí hậu
Afrin có khí hậu Địa Trung Hải với ảnh hưởng của khí hậu lục địa, mùa hè khô nóng và mùa đông ẩm ướt và đôi khi có tuyết. Nhiệt độ cao trung bình vào tháng 1 là 9 °C và nhiệt độ cao trung bình vào tháng 7 là 34 °C. Tuyết rơi thường vào tháng 1, tháng 2 hoặc tháng 12. Afrin đặc trưng bởi mưa nhiều trong những tháng mùa đông. Lượng mưa hàng năm dao động trong khoảng 500 đến 600 mm và tỷ lệ độ ẩm trung bình là 61%. Afrin có khí hậu ôn hòa và được bao quanh bởi những cây ô liu.
| Dữ liệu khí hậu của Afrin                                                     | Dữ liệu khí hậu của Afrin | Dữ liệu khí hậu của Afrin | Dữ liệu khí hậu của Afrin | Dữ liệu khí hậu của Afrin | Dữ liệu khí hậu của Afrin | Dữ liệu khí hậu của Afrin | Dữ liệu khí hậu của Afrin | Dữ liệu khí hậu của Afrin | Dữ liệu khí hậu của Afrin | Dữ liệu khí hậu của Afrin | Dữ liệu khí hậu của Afrin | Dữ liệu khí hậu của Afrin | Dữ liệu khí hậu của Afrin |
| Tháng                                                                         | 1                         | 2                         | 3                         | 4                         | 5                         | 6                         | 7                         | 8                         | 9                         | 10                        | 11                        | 12                        | Năm                       |
| ----------------------------------------------------------------------------- | ------------------------- | ------------------------- | ------------------------- | ------------------------- | ------------------------- | ------------------------- | ------------------------- | ------------------------- | ------------------------- | ------------------------- | ------------------------- | ------------------------- | ------------------------- |
| Cao kỉ lục °C (°F)                                                            | 18 (64)                   | 22 (72)                   | 26 (79)                   | 35 (95)                   | 41 (106)                  | 41 (106)                  | 43 (109)                  | 46 (115)                  | 42 (108)                  | 38 (100)                  | 28 (82)                   | 21 (70)                   | 46 (115)                  |
| Trung bình ngày tối đa °C (°F)                                                | 9 (48)                    | 12 (54)                   | 16 (61)                   | 22 (72)                   | 26 (79)                   | 29 (84)                   | 34 (93)                   | 34 (93)                   | 28 (82)                   | 25 (77)                   | 17 (63)                   | 11 (52)                   | 22 (72)                   |
| Trung bình ngày °C (°F)                                                       | 6 (43)                    | 8 (46)                    | 11 (52)                   | 16 (61)                   | 20 (68)                   | 24 (75)                   | 28 (82)                   | 28 (82)                   | 23 (73)                   | 20 (68)                   | 13 (55)                   | 8 (46)                    | 17 (63)                   |
| Tối thiểu trung bình ngày °C (°F)                                             | 2 (36)                    | 4 (39)                    | 7 (45)                    | 11 (52)                   | 15 (59)                   | 19 (66)                   | 22 (72)                   | 22 (72)                   | 18 (64)                   | 15 (59)                   | 8 (46)                    | 4 (39)                    | 12 (54)                   |
| Thấp kỉ lục °C (°F)                                                           | −11 (12)                  | −7 (19)                   | −7 (19)                   | 0 (32)                    | 6 (43)                    | 10 (50)                   | 14 (57)                   | 11 (52)                   | 6 (43)                    | 2 (36)                    | −3 (27)                   | −6 (21)                   | −11 (12)                  |
| Lượng mưa trung bình mm (inches)                                              | 110 (4.3)                 | 85 (3.3)                  | 60 (2.4)                  | 40 (1.6)                  | 30 (1.2)                  | 10 (0.4)                  | 0 (0)                     | 0 (0)                     | 15 (0.6)                  | 50 (2.0)                  | 70 (2.8)                  | 95 (3.7)                  | 565 (22.2)                |
| Số ngày mưa trung bình                                                        | 16                        | 12                        | 10                        | 10                        | 7                         | 3                         | 0                         | 0                         | 3                         | 5                         | 7                         | 15                        | 88                        |
| Số ngày tuyết rơi trung bình                                                  | 1                         | 1                         | 0                         | 0                         | 0                         | 0                         | 0                         | 0                         | 0                         | 0                         | 0                         | 1                         | 3                         |
| Độ ẩm tương đối trung bình (%)                                                | 84                        | 76                        | 69                        | 65                        | 51                        | 49                        | 41                        | 44                        | 52                        | 56                        | 67                        | 83                        | 61                        |
| Nguồn: Weather Online, Weather Base, BBC Weather, MyForecast and My Weather 2 |                           |                           |                           |                           |                           |                           |                           |                           |                           |                           |                           |                           |                           |